# نظریه نادیده گرفتن منطقی
در اقتصاد، نظریه نادیده گرفتن عقلایی بیان می‌کند که هنگامی‌که هزینه‌ی به دست آوردن اطلاعات زیاد است، شخص تصمیم‌گیرنده تصمیم خود را بدون پرداخت هزینه‌ی به دست آوردن اطلاعات کامل و بر اساس اطلاعات ناکامل می‌گیرد. 